# Paul Barruel
Paul Louis Ernest Adrien Barruel (* 15. Februar 1901 in Paris; † 2. März 1982 in Chambéry) war ein französischer Tiermaler und Bildhauer. 

## Leben
Paul Barruel machte nach der Absolvierung der Pariser Schulen Lycée Buffon und Lycée Saint-Louis 1918 sein Abitur. Im folgenden Jahr wurde er an der École centrale des arts et manufactures in Paris zugelassen. Er spezialisierte sich als Bauingenieur und schloss 1922 sein Studium ab.
Nach seinem Militärdienst vom Mai 1922 bis November 1923 trat er im März 1924 als technischer Mitarbeiter in die Société des transports en commun de la région parisienne (1948 in RATP umbenannt) ein. In dieser Anstellung beteiligte er sich unter anderem am Bau der Standseilbahn Montmartre.
Schon früh interessierte sich Barruel für die Natur, sowohl in Paris als auch während seiner Reisen. Seine ingenieurwissenschaftliche Ausbildung, die ein beträchtliches Ausmaß an Zeichen- und technischen Zeichenkursen umfasste, hatte seine Vorliebe für Formen und Strukturen gefördert. In den 1920er Jahren begann er, Tiere in Holz zu schnitzen. Einige seiner Werke stellte er erstmals 1928 im Salon des indépendants in Paris aus, ebenso mehrmals im Salon des animauxiers.
Aus der Beobachtung der Natur wurde bald eine Leidenschaft und in den 1930er Jahren füllte Barruel Notizbücher mit Skizzen von Tieren und Pflanzen, die er auf seinen Exkursionen beobachtet hatte. 1934 veröffentlichte er seine erste ornithologische Notiz. Seitdem unternahmen er und seine Frau ausgiebig naturkundliche Reisen, 1936 nach Marokko und Spanien, 1937 in die Bretagne und nach Algerien und 1940 in die Camargue. In dieser Zeit begann er sich für die Aquarelltechnik zu interessieren, die er schnell beherrschte und der er sein ganzes Leben lang treu blieb, mit Ausnahme von einigen Gouache- und Pastellbildern.
Nach der Aufgabe seines Ingenieurberufs am 1. Dezember 1941 beschloss er im Winter 1942 seine Arbeiten im Muséum national d’histoire naturelle zu präsentieren. Barruel lernte Jacques Berlioz, den damaligen stellvertretenden Direktor des Labors für Säugetiere und Vögel und selbst Aquarellist sowie Robert-Daniel Etchécopar kennen, der sein Talent bewunderte und vierzig Jahre lang sein Freund und Förderer war. 1942 veröffentlichte Barruel seine erste Aquarelltafel in einem von ihm signierten Artikel über seine Beobachtungen von 1938 und 1939 am Cap Sizun in der Bretagne. 
1949 erschien Barruels erstes Buch Les Oiseaux dans la nature und 1953 das Werk Vie et mœurs des oiseaux, für das er 16 Farbtafeln und 80 einfarbige Tafeln anfertigte.
Internationale Bekanntheit erlangte Barruel im Jahr 1954, als ihn der Schweizer Ornithologe Paul Géroudet dazu ermutigte, einige seiner Aquarelle beim 11. International Ornithological Congress in Basel auszustellen. 1958 illustrierte er die vier Bände des Werks Les Oiseaux nicheurs d’Europe von Géroudet. 1964 fertigte er 24 Farbtafeln für das Werk Les Oiseaux du Nord de l’Afrique de la mer Rouge aux Canaries von François Hüe und Robert-Daniel Etchecopar an. 1968 steuerte er 40 Farbtafeln mit Illustrationen von 537 Arten zum Werk The Birds of Surinam von François Haverschmidt bei. 1973 illustrierte er das Werk Faune de Madagascar. XXXV: Oiseaux von Philippe Milon, Jean-Jacques Petter und Georges Randrianasolo mit 17 Farbtafeln.

## Illustrierte Werke (Auswahl)
- Paul Barruel: Les Oiseaux dans la nature. Payot, Paris 1949.
- Paul Barruel: Vie et mœurs des oiseaux. Horizons de France, 1953. (deutsch: Das große Buch der Vögel, übersetzt von Heinrich Frieling. Kosmos, Stuttgart 1954)
- Henri Gaussen (Autor), Paul Barruel (Illustrator): Montagnes. La vie aux hautes altitudes. Horizons de France, 1955.
- Paul Géroudet: La Vie des oiseaux, 7 Bände. Delachaux et Niestlé, 1957. (Enthält Zeichnungen von Paul Barruel)
- Paul Géroudet (Autor) und Paul Barruel (Illustrator): Les Oiseaux nicheurs d’Europe, vier Bände. Silva-Verlag, Zürich 1958.
- Marcel Legendre (Autor), Paul Barruel (Illustrator): Perroquets et Perruches. N. Boubée et Cie, Paris, 1962.
- François Hüe (Autor), Robert Daniel Etchecopar (Autor), Paul Barruel (Illustrator): Les Oiseaux du Nord de l’Afrique de la mer Rouge aux Canaries. N. Boubée, Paris 1964.
- Jean Dorst: Avant que Nature meure. Delachaux et Niestlé, 1965. (deutsch: Natur in Gefahr, übersetzt von Vinzenz Ziswiler. Orell Füssli, Zürich 1966.) (24 Zeichnungen von Paul Barruel)
- Pierre Dumas und Collectif d’Auteurs: Le Parc National de la Vanoise. Les imprimeries réunies de Chambéry, 1967. (Enthält Zeichnungen von Paul Barruel)
- Frédéric-Henri Van den Brink, Paul Barruel: Zoogdierengids voor alle in ons land en overig Europa voorkomende zoogdiersoorten. Elsevier, Amsterdam, 1968
- Bernhard Grzimek (Hrsg.): Grzimeks Tierleben. Verlag Helmut Kindler, Zürich 1968–1970. (Enthält Illustrationen von Paul Barruel)
- Simon Noël (Autor), Paul Géroudet (Autor): Survivants. SOS pour 48 animaux. Edita, Lausanne 1970. (Illustrationen von Helmut Diller und Paul Barruel)
- Dieter Burckhardt (Autor), Paul Barruel (Illustrator): Säugetiere Europas. 2 Bände. Silva-Verlag, Zürich 1970.
- François Hüe, Robert Daniel Etchecopar (Autoren), Paul Barruel (Illustrator): Les oiseaux du proche et du Moyen-Orient de la Méditerranée aux contreforts de l’Himalaya. N. Boubée, Paris 1970.
- Frédéric-Henri Van den Brink: Guide des mammifères sauvages de l’Europe occidentale. Delachaux et Niestlé, 1971. (Enthält 20 Illustrationen von Paul Barruel)
- Bernard Fischesser: Richesses de la Nature en France. Réserves et Parcs Naturels. Coll. L’Univers naturel. Horizons de France, Paris 1973. (Enthält Illustrationen von Paul Barruel)
- François Hüe, Robert Daniel Etchecopar: Les Oiseaux de Chine, de Mongolie et de Corée. 2 Bände. Ed. Pacifique, Papeete 1978, ISBN 978-2-850-04037-5. (Illustrationen von Paul Barruel und Francis Bérille)
- Stanley Cramp (Hrsg.): Handbook of the Birds of Europe the Middle East and North Africa: The Birds of the Western Paleartic. Band 1. Ostrich to Ducks. Oxford University Press, Oxford 1978. (Enthält Illustrationen von Paul Barruel)
- Helmut Sick: Birds in Brazil: A Natural History. 1993. (Illustrationen von John Patton O’Neill und Paul Barruel (posthum))